# Црква Светог Георгија у Рибару
Црква Светог Георгија (Рибарска Црква Шупљаја) у Рибару, насељеном месту на територији општине Жагубица, припада Епархији браничевској Српске православне цркве.
Црква посвећена Светом Георгију представља културно историјски споменик Хомоља, од центра Рибара удаљена је 1,5 km и до ње води макадамски пут. Изграђена је у близини ушћа Осаничке реке у Млаву на потесу званом Шупљаја.

## Прошлост и легенда
Према предању црква је задужбина књегиње Милице. Пo легенди овај део села је добио име тако што је после Косовке битке књегиња Милица пролазила овим крајем и на овом месту је застала и рекла како је њено срце шупље јер је изгубила свог мужа, кнеза Лазара и наредила је да се ту изгради црква. И тако ово место доби име Шупљаја, а такође је и црква у народу позната под тим именом. 

## Данашња црква
Данашња црква је подигнута на темељима старе цркве која је срушена за време Турске владавине. Градња цркве је почела 1928. године од стране мајстора-неимара Илије Тејића из Рибара. Црква је сазидана од тврдог материјала, има два улаза, главни улаз са западне стране, док је споредни са јужне. Црква је једнобродна грађевина са једним кубетом, кров је на две воде покривен крупним црепом, док је кубе покривено плехом. На самом врху су крст који налази и над олтарским делом цркве, као и над улазним делом на западном делу. Сама црква има са источне стране дозидану олтарску апсиду, као и плитке бочне апсиде, које су покривене бетонском плочом, ниже од подстрешног симса. Целу конструкцију цркве носе темељи, и само два пиластра, то су бочни зидови везани са две утеге. Над централним делом цркве, код певничког простора, подигнута је осмострана купола са четири прозора. На самом олтару један прозор, у певници по један, на броду један прозор. Сама црква има два улаза, главни улаз је са западне стране, док је споредни са јужне стране зида. Зидови су споља и у унутрашњости омалтерисани, и окречени белом бојом. Епископски трон у цркви је од дрвета, и смештен је уз десни пиластер. Солеја је уздигнута за један степеник.
Иконостас у цркви је од дрвета, резбарен је али не у дуборезу. Њега је урадио мештанин Јосиф Глигоријевић. Испред цркве се налази звонара. Црква има све потребне реликвије и богослужбене књиге за обављање литургије и чинодејства. Црквена слава је Ђурђевдан (6. маја). 
У околини цркве се налазе неколико мањих извора, у народу познатији као „кладенци Светог Георгија”. По народном веровању вода са тих извора је лековита. Рибарска црква је једна од најлепших у Хомољу. 